# Marie-Thérèse Eyquem
Marie-Thérèse Eyquem, née le 6 septembre 1913 à La Teste-de-Buch (Gironde) et morte le 8 août 1978 à Moustier-Ventadour (Corrèze), est d'abord une théoricienne et dirigeante notoire du sport féminin et participe largement à son extension au sein du Rayon sportif féminin, de la Fédération sportive de France et de la Fédération internationale catholique d'éducation physique et sportive.
Sous le régime de Vichy, elle participe à l'interdiction de la pratique féminine de nombreux sports, dont le football.
Ses convictions l'amènent à s'engager plus avant dans la vie publique et politique au début des années 1960 au sein du mouvement socialiste. Elle est également connue pour son œuvre littéraire.

## Biographie
Fille de Louise née Bisserié, institutrice, et de Robert Eyquem, boulanger puis employé d'assurances, Marie-Thérèse Eyquem naît le 6 septembre 1913, à La Teste-de-Buch où elle pratique très tôt la gymnastique au Jeunes du Captalat. En 1924, elle part avec sa famille habiter Paris. À l'âge de 13 ans, en 1926, elle quitte l'école pour travailler poursuivant son parcours scolaire par correspondance. Elle enchaîne alors des métiers alimentaires (coursière, dactylo) tout en obtenant une licence de lettres classiques et apprend l'anglais, l'espagnol et l'italien.

### Les patronages et le sport
En parallèle, elle reprend l'activité physique dans un patronage paroissial parisien où elle pratique entre autres activités le badminton et où elle se consacre à l'encadrement des plus jeunes dès l'âge de 17 ans. Elle est alors remarquée par sœur Bouvier qui la recrute comme secrétaire du Rayon sportif féminin (RSF) l'année suivante, en 1931. En 1936, elle en est promue secrétaire nationale. Avec les monitrices générales du RSF — sa sœur Geneviève, Eugénie Duisit et Olga Batany — elle structure les filiales régionales, intensifie la formation des cadres, organise fêtes de masse et compétitions. Avec cette équipe, elle se fait connaître pour avoir multiplié par dix le nombre des adhérentes. En 1939, elle intègre l'administration, en qualité de rédactrice principale au commissariat général à l'information.

### Sous le régime de Vichy
Après l'exode, elle est nommée au commissariat général à l'éducation physique et aux sports, où elle devient directrice des sports féminins du gouvernement de Vichy le 17 août 1940 et bénéficie de la confiance de Jean Borotra, haut commissaire aux sports.
Elle adapte l'idéologie vichyssoise aux activités sportives, critiquant les sportives qui transgressent les normes traditionnelles de la féminité. Dans la revue Tous les sports, elle explique que l'exercice physique doit faire des femmes « des épouses et des mères dignes de former les générations nouvelles, notre seul salut. Tâche sublime, la plus belle ».
Le 27 mars 1941, elle annonce l'interdiction aux femmes de la pratique de plusieurs sports dont le football, le rugby, des sports de combat (boxe, lutte), la plupart des disciplines de l'athlétisme (sauts, lancers, courses, etc.) et le cyclisme, pour promouvoir un sport « féminin raisonné, sain et gracieux ».
Armand Thibaudeau la choisit comme adjointe après la fusion du RSF et de la Fédération gymnastique et sportive des patronages de France (FGSPF) et, à ses côtés, elle contribue largement au développement de la FGSPF, l'accompagnant dans ses nombreuses visites en province. Elle contribue tant par son charisme que par sa prudence mesurée à l'intégration des féminines au sein de la FGSPF. Avec Olga Batany, monitrice générale de la FGSPF, elle organise la fête de Coubertin . Sa réalisation majeure est une « Fête de la Sportive » dans les rues de Paris, qui rassemble entre 4 000 et 5 000 participantes et 20 000 spectateurs le 5 juillet 1942,.
La doctrine d'Eyquem de meilleure formation pour les filles, en non-mixité, se heurte aux choix de Borotra qui prend la décision de mettre les fédérations féminines sous la tutelle des fédérations masculines.
En 1942, le colonel Pascot remplace Jean Borotra. Marie-Thérèse Eyquem est alors nommée sous-chef de bureau et n'est plus libre de mener à bien ses projets. Au sein de l'école et dans un cadre limité aux sports réputés convenir aux femmes, paradoxalement, selon la chercheuse américaine Hannah Morris, les « sportives françaises trouvent une légitimité et une reconnaissance qu’elles n’ont jamais été accordées auparavant (...). Le stade, les fêtes et les rassemblements, les monitrices, et la collectivité des sportives offrent non seulement une distraction des périls de la guerre, mais un système de soutien pour les femmes. Au-delà du dilemme d’être fille en temps de guerre, en temps de pouvoir absolutiste et paternaliste, ce régime de Vichy, crée un vivier pour les sportives. »
Cependant, à la Libération, comme le sport n'est pas un secteur où la recherches de collaborateurs est très poussée, elle n'est pas inquiétée pour son action au sein du régime de Vichy. Elle est nommée inspectrice des sports féminins et elle conserve son engagement bénévole à la FGSPF. Plusieurs années après sa mort, Yvette Roudy, qui fut la collaboratrice d'Eyquem au sein du Mouvement démocratique féminin explique sa vision : « C’est elle [Eyquem] qui m'a appris la différence entre l'engagement politique par rapport au devoir d'État : haut fonctionnaire des sports, elle considérait qu'elle servait l'État et pas le régime. »
Le 6 janvier 1947 à Prague, elle est nommée à la présidence de la première commission féminine de la Fédération internationale catholique d'éducation physique et sportive (FICEP) et poursuit ses activités associatives. Son rôle au sein de la Fédération sportive de France (FSF) est alors des plus importants et c'est elle qui accompagne à Rome du 7 au 14 octobre 1951 le chanoine Jean Wolff, conseiller ecclésiastique de la FSF, au congrès de l'apostolat des laïcs, où elle préside le carrefour Sport, tourisme, récréation. Jean-Marie Jouaret estime qu'elle est exclue de la FSF en 1956 pour un mode de vie jugé « scandaleux », autrement dit, en raison de son lesbianisme, qu'elle vit sans ostentation ni dissimulation. Elle perd en conséquence ses mandats internationaux à la FICEP et son seul lien avec ce passé reste son amie Eugénie Duisit.
Son ambition d'être la première femme nommée au Comité international olympique ne se concrétise pas, devenant seulement, cette même année 1956, présidente du Comité français Pierre-de-Coubertin, qui s’attache à « faire connaître ses œuvres et sa pédagogie, en encourageant la pratique saine du sport ».
Pour Hannah Morris, son licenciement [en 1956] « déclenche sa radicalisation féministe dans la prochaine décennie ». Sa biographie d'Irène Popard (1894-1950), créatrice de la gymnastique harmonique, publiée en 1959 aux Édition du temps sous le titre Irène Popard ou la danse de feu, marque bien sa transition du sport au féminisme, une certaine radicalité y transparaissant. Le lesbianisme était déjà évoqué en 1951 dans le roman publié sous pseudonyme Les Impures, où le personnage principal, Dominique, est partagée entre l'amour d’une femme et de Dieu.

### Engagements féministe et socialiste
En 1961, elle est promue inspectrice principale du ministère de la jeunesse et des sports. La même année, les projets développés à l'international pour le sport féminin, aboutissent à son élection à la présidence de la Fédération internationale d'éducation physique et sportive féminine ; elle conserve ce poste jusqu'en 1965.
En 1962, elle prend la tête du Mouvement démocratique féminin (MDF), qui préfigure le renouveau féministe des années 1968-1970. Ce mouvement compte des personnalités telles qu'Évelyne Sullerot, Colette Audry, Gisèle Halimi ou Yvette Roudy ; il rassemble des femmes de la gauche non-communiste. Marie-Thérèse Eyquem y milite pour l'intégration des femmes à la vie politique, la légalisation de la contraception et l'égalité dans le travail. En tant que présidente, elle organise des débats, crée des sections en province, tisse des liens avec d'autres mouvements féministes, des syndicats et des personnalités politiques de premier plan. C'est dans ce cadre qu'elle rencontre François Mitterrand, qui la tient en haute estime, avec lequel elle se lie d'amitié et devient l'une de ses plus proches collaboratrices.
Parallèlement, le MDF se rapproche de l'union de la gauche et participe au congrès fondateur de la convention des institutions républicaines (CIR) dont il devient l'un des principaux clubs. Marie-Thérèse Eyquem entre à la CIR, à la Fédération de la gauche démocrate et socialiste (FGDS) puis au Parti socialiste (PS). Dans chacun de ces organismes elle est la seule femme à siéger parmi les dirigeants. Avec Mai 68, les partis politiques et le mouvement de Marie-Thérèse Eyquem sont fortement perturbés ; l'union de la gauche connaît une période difficile ; le MDF résiste mal à l'émergence du nouveau féminisme que constitue le mouvement de libération des femmes (MLF). Avec la fondation du PS, le MDF disparaît mais Marie-Thérèse Eyquem retrouve ses anciennes collaboratrices pour lutter en faveur d’une meilleure représentation des femmes au sein du parti.
En 1973, elle lance une réforme imposant un pourcentage minimum de femmes (10 %) à tous les degrés de l'organisation du PS. Dans le même temps, elle organise des conférences et des débats sur le thème « Socialistes et chrétiens », renouant avec ses premiers engagements. En 1975, elle est nommée secrétaire nationale du PS, chargée des relations avec les organismes associés et le secteur associatif. Avec Édith Cresson, elle est alors la seule femme à accéder à cette fonction. Marie-Thérèse Eyquem meurt le 8 août 1978 à Égletons, trois ans avant l'élection de François Mitterrand à la présidence de la République.

### Activité littéraire
Dès 1944, elle publie un essai et un roman : 
- Marie-Thérèse Eyquem (préf. Dr Maurice Boigey), La femme et le sport, Paris, Éditions J.Susse, 1944, 307 p. (ASIN B001840TJE) ; réédition : La femme et le sport, Montpellier, Association sport et histoire, coll. « Tous les sport », 1999, 307 p. ;
- Marie-Thérèse Eyquem, Jeunes filles au soleil, Paris, Denoël, 1945, 152 p. (ASIN B0000DXQIW).

Ces deux ouvrages, dans deux genres différents, visent à la promotion du sport féminin.
En 1951, elle publie un livre sous pseudonyme :
- Catherine Lange, Les Impures, Paris, Denoël, 1951.

Elle collabore ensuite à la revue Mâtines de l'Union universelle des écrivains catholiques, dirigé par l'abbé François Ducaud-Bourget. Elle se lie d'amitié avec l'écrivain-réalisateur Henry Zaphiratos, elle est la marraine de son fils Jean-Christophe. Elle publie plus tard la première biographie de Pierre de Coubertin puis celle d'Irène Popard :
- Marie-Thérèse Eyquem, Irène Popard ou la danse du feu, Paris, Éditions du Temps, 1959, 184 p. (ASIN B00I1DHM8G) ;
- Marie-Thérèse Eyquem, Pierre de Coubertin, l'épopée olympique, Paris, Calmann-Lévy, 1966, 298 p. (ISBN 978-2-7021-0108-7).

En 1968 elle écrit une pièce de théâtre sur la duchesse de Montpensier et le duc de Lauzun : La Grande Mademoiselle, qui reçoit le grand-prix du casino d'Enghien.
Depuis 1985, l'association des écrivains sportifs décerne annuellement le Prix Marie-Thérèse Eyquem, doté par le ministère des sports, qui couronne un ouvrage apportant au sport une contribution pédagogique et technique.

## Notoriété
L'institut national du sport, de l'expertise et de la performance (INSEP) a donné le nom de Marie-Thérèse Eyquem au complexe accueillant le tennis de table et le judo, inauguré le 24 janvier 1984 par le Président de la République, François Mitterrand.
Les villes de Nantes, de Roissy-en-Brie et de Trignac ont donné le nom de Marie-Thérèse Eyquem à l'une de leurs rues et la ville de Villeurbanne à l'un de ses stades.

## Distinctions
Marie-Thérèse Eyquem est nommée chevalier de la Légion d'honneur par décret du 30 décembre 1963 en qualité d'inspectrice principale de la jeunesse et des sports.
- Ordre olympique argent, décerné, à titre posthume par le Comité international olympique en 1983[21],[22].